# Minamoto no Toshiyori
Minamoto no Toshiyori o Minamoto no Shunrai (源俊頼?   1055-29 de enero de 1129) fue un poeta japonés que vivió a finales de la era Heian. Su padre fue Minamoto no Tsunenobu y tuvo como hijos al monje Shun'e y a la esposa de Minamoto no Morotoshi.

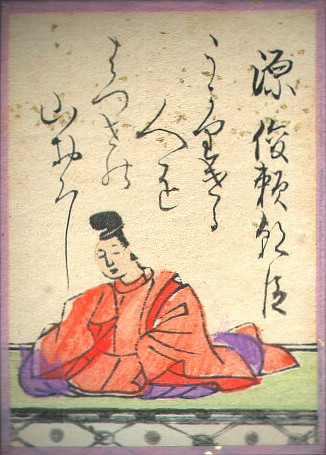
Minamoto no Toshiyori, en el Ogura Hyakunin Isshu.

En 1111 le fue conferido el rango de Jushii y de Mokuryō. Inicialmente fue asistente del Emperador Horikawa, pero poco después se convirtió en uno de los miembros más importantes en los círculos poéticos del Emperador Horikawa. Participó activamente en los concursos de waka. En 1124 el Emperador Shirakawa le ordenó la compilación de la antología imperial Kin'yō Wakashū. Durante esta época tanto él como Fujiwara no Mototoshi fueron considerados importantes en la poesía waka. El estilo de poesía de Toshiyori es considerado como liberal e innovador, lo que a veces traía conflictos con otros poetas.
Algunos de sus poemas fueron incluidos en el Kin'yō Wakashū e hizo un libro referente al waka llamado Toshiyori Zuinō (俊頼髄脳?) escrito en 1113. Realizó una compilación personal de poemas llamado Sanboku Kikashū (散木奇歌集?); también uno de sus poemas fue incluido en la antología Ogura Hyakunin Isshu y otro en la antología Hyakunin Shūka.